# سایرویل استیشن، نیوجرسی
سایرویل استیشن (به انگلیسی: Sayreville Station) یک منطقهٔ مسکونی در ایالات متحده آمریکا است که در سیرویل، نیوجرسی واقع شده‌است. سایرویل استیشن ۳٫۹۶ متر بالاتر از سطح دریا قرار دارد.